# 左漠野
左漠野（1913年—1997年），原名左铁铮，男，湖南岳阳人，中国广播编辑家，曾任中央广播事业局副局长兼中央人民广播电台台长。